# هنتر هاريس جونيور
هنتر هاريس جونيور (بالإنجليزية: Hunter Harris, Jr.)‏ هو ضابط أمريكي، ولد في 27 نوفمبر 1909 في Fort Sam Houston ‏ في الولايات المتحدة، وتوفي في 5 مارس 1987 في هونولولو في الولايات المتحدة.